# Myrtle Claire Bachelder
Myrtle Claire Bachelder (13 marzo 1908 – 22 maggio 1997) è stata una chimica statunitense, nota per il suo lavoro segreto sul programma della bomba atomica del Progetto Manhattan e per lo sviluppo di tecniche nella chimica dei metalli.

## Vita
Myrtle Claire Bachelder è nata il 13 marzo 1908 a Worcester, Massachusetts. Ha conseguito una laurea in scienze presso il Middlebury College nel 1930 ed è diventata insegnante di scienze al liceo e allenatrice di atletica a South Hadley Falls, Massachusetts. Ha conseguito il master in pedagogia presso l'Università di Boston.

## La seconda guerra mondiale: la bomba atomica
Durante la seconda guerra mondiale, Bachelder si arruolò nel Women's Army Corps (WAC) nel novembre 1942, presso il quartier generale di Springfield, Massachusetts. Dopo aver trascorso del tempo in addestramento presso basi militari in diversi stati degli Stati Uniti, venne assegnata al distaccamento WAC della compagnia 'D' del distretto di Manhattan, "Corpo degli ingegneri dell'esercito degli Stati Uniti". Il suo incarico segreto era quello di guidare un gruppo di 15-20 donne del WAC, di stanza a Des Moines, Iowa, a Fort Sill, Oklahoma, e da lì a Santa Fe, New Mexico. Lei e le donne sotto il suo comando arrivarono a Los Alamos, nel New Mexico, il 21 ottobre 1943.
"Manhattan" era il nome in codice della divisione militare speciale dedicata allo sviluppo di un'arma atomica. Nel laboratorio clandestino nel remoto sito desertico di Los Alamos, Bachelder fu responsabile dell'analisi della spettroscopia degli isotopi dell'uranio e della scoperta di tecniche per le radiazioni X. Poiché l'isotopo dell'uranio-235 è fissile, mentre l'isotopo dell'uranio-238 non lo è, il suo ruolo nel progetto è stato cruciale: garantire la purezza del materiale subcritico, e quindi l'esplosione nucleare, della prima bomba atomica al mondo.
Questi metodi furono usati durante la preparazione del plutonio-239, il materiale fissile utilizzato nella costruzione della bomba atomica per il test nucleare Trinity, il 16 luglio 1945. Metodi analoghi furono usati per l'arma all'uranio, nome in codice "Little Boy", che distrusse Hiroshima, in Giappone, il 6 agosto 1945, e per la bomba al plutonio che distrusse Nagasaki, in Giappone, il 9 agosto 1945, portando alla resa giapponese. Il programma segreto era sotto la direzione generale di J. Robert Oppenheimer.

## Contributo agli sviluppi post-bellici dell'energia nucleare
La conclusione della seconda guerra mondiale segnò anche l'alba di una nuova "era atomica", in cui si cominciò a esplorare il potenziale dell'energia nucleare in tempo di pace. Bachelder fu tra gli scienziati che si opposero al disegno di legge May-Johnson dell'ottobre 1945, un disegno di legge del Congresso proposto dall'Interim Committee, che avrebbe mantenuto il controllo militare sulla ricerca nucleare. Il disegno di legge è stato respinto al Congresso e sostituito dal McMahon Atomic Energy Act. Nel gennaio 1947, la neonata Commissione per l'energia atomica approvò la declassificazione di 270 documenti precedentemente segreti. Queste includevano scoperte relative alla radiazione X e alla purificazione dei minerali di uranio, che erano state fatte da Bachelder durante il corso dello sforzo bellico. In questo periodo furono riconosciute anche la rarità e l'importanza dei risultati ottenuti da Bachelder come donna nel campo della scienza.

## Ricerca scientifica e fine carriera
Dopo aver lasciato l'esercito, Bachelder divenne chimico ricercatore presso l'Università di Chicago, dove nel 1942 fu realizzata la prima reazione nucleare autosufficiente. Il premio Nobel James Franck era stato direttore della Divisione di Chimica del Laboratorio Metallurgico durante le prime fasi del il Progetto Manhattan. Bachelder si unì all'Istituto per lo studio dei metalli dell'Università (ribattezzato James Franck Institute nel 1967) e condusse ulteriori ricerche in metallochimica.
Tra gli altri risultati, Bachelder sviluppò metodi per la purificazione degli elementi rari tellurio e indio. Altri aspetti della sua vasta esperienza scientifica trovarono applicazione nel campo dell'archeologia marina, quando determinò la composizione chimica dei cannoni di ottone rinvenuti nel Mar Egeo su navi affondate. Diede anche un contributo all'astrochimica, quando la NASA le chiese di analizzare la chimica delle rocce lunari raccolte dalla superficie lunare durante le missioni Apollo dal 1969 al 1972.
Bachelder si ritirò dal Franck Institute nel 1973 e successivamente fu attiva come funzionaria dell'American Association of Retired Persons (AARP). Morì a Chicago il 22 maggio 1997.